# Elin Ortiz
Elín Ortiz (Ponce, 14 dicembre 1934 – Miami, 12 giugno 2016) è stato un attore, comico e produttore cinematografico portoricano.

## Biografia
Elin Ortiz nasce a Ponce e si diploma presso la Ponce High School, poi inizia la sua carriera come attore di telenovelas a Porto Rico insieme ad attori come Walter Mercado, Alicia Villamil e molti altri, interpretando svariate soap opera negli anni settanta.
Nel 1985, fece una breve apparizione come comico nello spettacolo sponsorizzato dalla Budweiser, presso La Taverna Budweiser, accanto a Machuchal. Ortiz ha lavorato per la maggior parte della sua carriera alla WAPA-TV.
Oltre alla sua carriera di attore, è noto per essere stato produttore di molti spettacoli televisivi a Porto Rico.

## Matrimoni
Elin Ortiz è stato sposato per breve tempo con la ballerina e cantante Iris Chacón nei primi anni settanta. Nel 1978, ha sposato la cantante Charytín, originaria della Repubblica Dominicana, ma residente a Porto Rico da molti anni. Nel 1979, hanno avuto il primo figlio, Shalim. Alla fine degli anni ottanta, si sono trasferiti in una villa a Miami in Florida. Nel 1990, hanno avuto due gemelli, un maschio e una femmina. Ortiz si è ritirato dal mondo dello spettacolo. Suo figlio Shalim è diventato una star internazionale della canzone e portavoce dell'American Diabetes Association.

## Beffa
Il 16 agosto 2005, lo stesso giorno in cui Madonna fu vittima di un incidente a cavallo, i membri del cast di Escandalo TV decisero di fare uno scherzo al proprio pubblico, dicendo che Elin Ortiz aveva avuto un incidente mortale con l'auto e sua moglie, Charytín, era stata uccisa. Pochi minuti dopo, Charytín, visibilmente sorpresa, era giunta negli studi da cui andata in onda lo spettacolo per chiarire i fatti.
Ortiz era ammalato di diabete e fu portavoce di varie organizzazioni legate al diabete a Porto Rico e negli Stati Uniti d'America.